# Нурденстам, Бертиль
Ру́не Бе́ртиль Ну́рденстам (швед. Rune Bertil Nordenstam; род. 1936, Нючёпинг) — шведский ботаник.

## Биография
Родился 20 февраля 1936 года в городе Нючёпинге на юго-востоке Швеции. В 1954 году поступил в Лундский университет, где последовательно получил степени бакалавра, магистра, лиценциата философии и доктора философии.
С 1956 года работал в звании ассистента в Лундском ботаническом музее. В 1969 году Нурденстам был назначен куратором ботанического отдела Шведского музея естественной истории и переехал в Стокгольм. В 1974 году стал главным куратором.
С 1962 по 1964 год Нурденстам путешествовал по Южной Африке, будучи обладателем Мемориальной стипендии Смэтса. В 1969 году занимался сбором растений в Египте. С июня по декабрь 1974 года вновь ездил в Африку.
Основная часть научной работы Норденстама посвящена систематике и географии флоры южноафриканских растений семейств Сложноцветные и Лилейные.

## Некоторые публикации
- Nordenstam, B. Phytogeography of the genus Euryops (Compositae). — Lund, 1969. — 77 p.
- Nordenstam, B. Taxonomic studies in the tribe Senecioneae (Compositae). — Lund, 1978. — 83 p. — ISBN 91-546-0226-2.
- Nordenstam, B. A monograph of the genus Ornithoglossum (Liliaceae). — Copenhagen, 1982. — 51 p. — ISBN 87-7001-128-1.
- Nordenstam, B. The genus Wurmbea (Colchicaceae) in the Cape Region. — Copenhagen, 1987. — 41 p. — ISBN 87-88702-16-2.
- Nordenstam, B. Carl Peter Thunberg, Linnean, resenär, naturforskare, 1743-1828. — Stockholm, 1993. — 191 p. — ISBN 91-7486-110-7.
- Nordenstam, B. Linneanska blomster. — Stockholm, 2007. — 91 p. — ISBN 91-7331-083-2.

## Растения, названные именем Б. Норденстама
- Nordenstamia Lundin, 2006
- Conophytum nordenstamii L.Bolus, 1963 — Conophytum wettsteinii (Berger) N.E.Br., 1922
- Drosanthemum nordenstamii L.Bolus, 1964
- Felicia nordenstamii Grau, 1973
- Nidorella nordenstamii Wild, 1969
- Oophytum nordenstamii L.Bolus, 1962 — Oophytum oviforme (N.E.Br.) N.E.Br., 1926
- Osteospermum nordenstamii J.C.Manning & Goldblatt, 2012
- Relhania nordenstamii K.Bremer, 1976 — Oedera nordenstamii (K.Bremer) Anderb. & K.Bremer, 1991
- Ruschia nordenstamii L.Bolus, 1964 — Antimima nordenstamii (L.Bolus) H.E.K.Hartmann, 1998